# Kigogo
Kigogo är ett vattendrag i Burundi.   Det ligger i provinsen Gitega, i den centrala delen av landet, 60 kilometer öster om huvudstaden Bujumbura.
Omgivningarna runt Kigogo är en mosaik av jordbruksmark och naturlig växtlighet. Runt Kigogo är det tätbefolkat, med 459 invånare per kvadratkilometer.